# 1633
Реформація •  Епоха великих географічних відкриттів •  Ганза •  Нідерландська революція •  Річ Посполита •  Запорозька Січ

## Геополітична ситуація
Османську імперію очолює Мурад IV (до 1640). Під владою османського султана перебувають Близький Схід та Єгипет, Середземноморське узбережжя Північної Африки, частина Закавказзя, значні території в Європі: Греція, Болгарія і Сербія. Васалами османів є Волощина та Молдова.
Священна Римська імперія — наймогутніша держава Європи. Її територія охоплює, крім німецьких земель, Угорщину з Хорватією, Богемію, Північну Італію. Її імператором є Фердинанд II з родини Габсбургів (до 1637). Фердинанд III Габсбург — король Угорщини. На території імперії триває Тридцятирічна війна.
Габсбург Філіп IV Великий є королем Іспанії (до 1665) та Португалії. Йому належать Іспанські Нідерланди, південь Італії, Нова Іспанія, Нова Гранада та Нова Кастилія в Америці, Філіппіни. Португалія, попри правління іспанського короля, залишається незалежною. Вона має володіння в Бразилії, в Африці, в Індії, на Цейлоні, в Індійському океані й Індонезії.
Північ Нідерландів займає Республіка Об'єднаних провінцій. Король Франції — Людовик XIII Справедливий (до 1643). Королем Англії є Карл I (до 1640). Король Данії та Норвегії — Кристіан IV Данський (до 1648), королева Швеції — Христина I (до 1654). На Апеннінському півострові незалежні Венеціанська республіка та Папська область.
Королем Речі Посполитої, якій належать українські землі, є Владислав IV Ваза (до 1648). На півдні України існує Запорозька Січ.
Царем Московії є Михайло Романов (до 1645). Існують Кримське ханство, Ногайська орда.
В Ірані правлять Сефевіди.
Значними державами Індостану є Імперія Великих Моголів, Біджапурський султанат, султанат Голконда, Віджаянагара. У Китаї править династія Мін, маньчжури утворили династію Пізня Цзінь. У Японії триває період Едо.

## Події

### В Україні
- 12 березня польський король Владислав IV затвердив Петра Могилу митрополитом Київським і Галицьким.
- 28 квітня Петра Могилу висвятив на митрополита в Успенській церкві Львова екзарха константинопольського патріарха, львівського єпископа Єремію Тисаровського.
- Наказним козацьким гетьманом був Дорофій Дорошенко.

### У світі
- Смоленська війна: війська короля Владислава IV завдали поразки московським силам під Смоленськом.
- Тридцятирічна війна:
  - 23 квітня шведський граф Аксель Оксеншерна підписав у Гейльбронні союз із протестантськими правителями південно-західних земель Німеччини і очолив Протестантську лігу.
  - Імперський генерал Альбрехт Валленштейн уклав перемир'я з Гансом фон Арнімом.
  - 8 липня шведи та сили Гессе-Касселя здобули перемогу над імперцями поблизу Ольдендорфа.
  - Здобувши 18 жовтня перемогу над шведами під Шцинавою, Альбрехт Валленштейн встановив контроль над Сілезією.
  - Протестантський генерал Бернард Саксен-Веймарський взяв в облогу Регенсбург, а потім пішов на Австрію, що змусило Валленштейна повернути свої сили.
  - У листопаді почала бунтувати шведська армія.
- У Франції війська Людовика XIII взяли Нансі. Франція окупувала Лотарингію.
- Самюель де Шамплен знову очолив Нову Францію від імені кардинала Рішельє.
- Єзуїтів виставили з Ефіопії.
- Адам Олеаріус вирушив у Персію через Московію.
- У Японії сьогун Токуґава Ієміцу видав перший із едиктів сакоку — політики заборони християнства та крайнього ізоляціонізму.

## Наука і культура

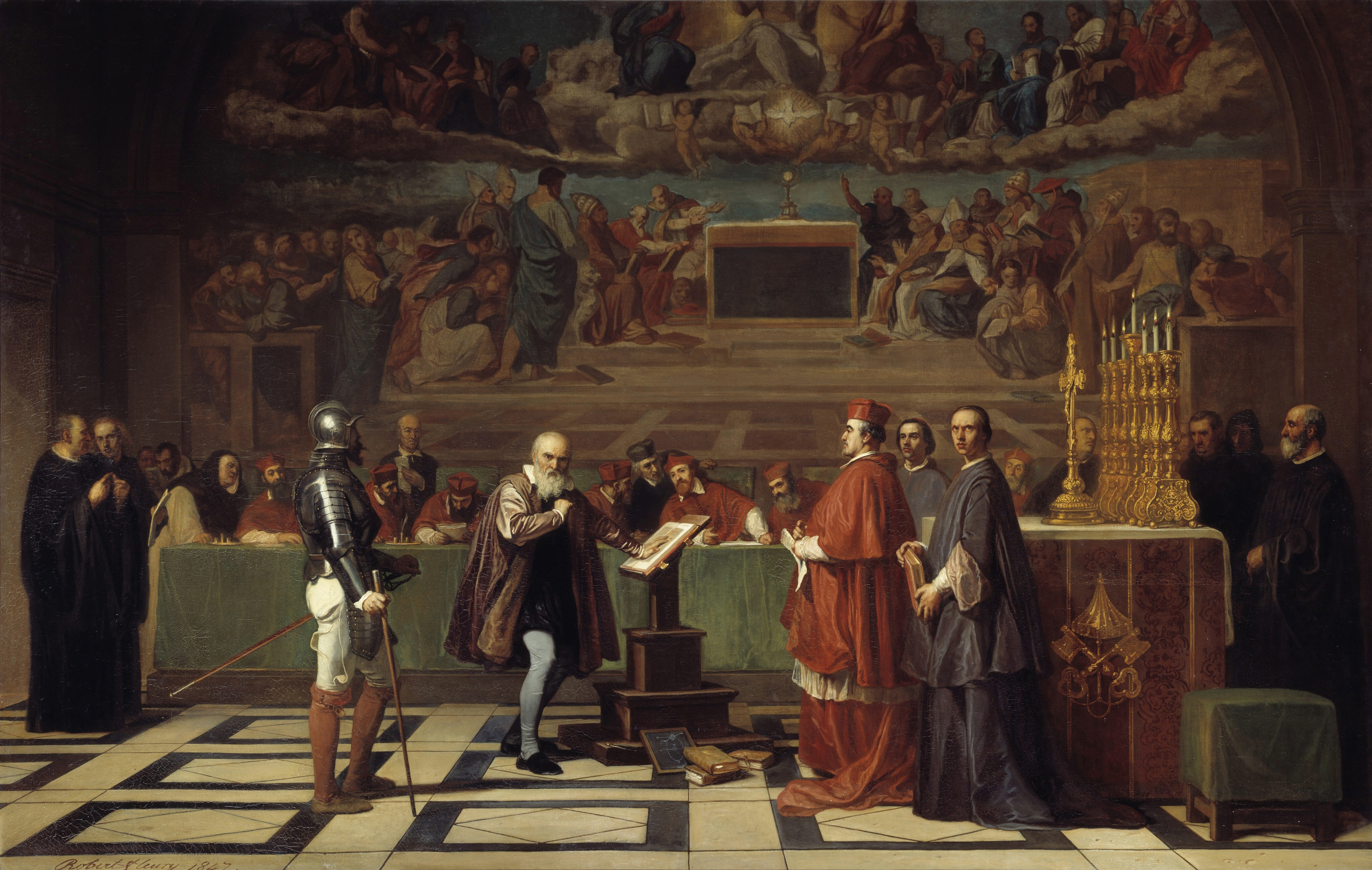
Галілей перед судом інквізиції

- 20 січня Галілео Галілей вирушив з Флоренції до Риму, щоб постати перед судом інквізиції.
- 16 червня суд інквізиції у Римі виніс рішення про покарання Галілео Галілея за єресь.
- 21 червня на суді інквізиції в Римі Галілео Галілей відрікся від своєї підтримки «єретичної» теорії про геліоцентричну будову Сонячної системи.
- Османський султан Мурад IV заборонив публічні кав'ярні та паління тютюну.

## Народились
Див. також Категорія:Народились 1633
- 15 травня — Себаст'єн ле Претр де Вобан, французький військовий інженер, маршал Франції (з 1703)

## Померли
Див. також Категорія:Померли 1633
- 27 грудня — у віці близько 55 років помер Мелетій Герасимович Смотрицький, діяч української та білоруської православної церкви